# اوشترهورن
اوشترهورن (به آلمانی: Osterhorn) یک شهر در آلمان است که در Pinneberg واقع شده‌است. اوشترهورن ۴۱۴ نفر جمعیت دارد.